# Route nationale 296
Die Route nationale 296, kurz N 296 oder RN 296 ist eine französische Nationalstraße mit einer Länge von sechs Kilometern.

## Streckenverlauf
| Position | höchste zulässige Gesamtgeschwindigkeit | Fahrbahnen | km | Typ                          | Abschnitt     | Längengrad | Breitengrad |
| -------- | --------------------------------------- | ---------- | -- | ---------------------------- | ------------- | ---------- | ----------- |
| 1        | 110                                     | 2          |    | Beginn der Autobahn          | A 51          | 43.5303    | 5.4287      |
| 2        | 110                                     | 2          | 1  | Teil-Anschlußstelle          | Aix-Pontier   | 43.5412    | 5.4324      |
| 3        | 90                                      | 3          |    | Raststätte                   |               | 43.5428    | 5.4314      |
| 4        | 90                                      | 3          | 3  | Vollständige Anschlussstelle | La Chevalière | 43.5455    | 5.4296      |
| 5        | 90                                      | 3          | 3  | Teilausgebautes Dreieck      | D7N -Célony   | 43.5498    | 5.4269      |
| 6        | 90                                      | 2          | 4  | Vollständige Anschlussstelle | Puyricard     | 43.5592    | 5.4461      |
| 7        | 110                                     | 2          | 5  | Vollständige Anschlussstelle |               | 43.5617    | 5.4564      |
| 8        | 110                                     | 2          | 6  | Ende der Autobahn            | A51           | 43.5633    | 5.4602      |